# Finn Gundersen
Finn Harry Gundersen (ur. 16 kwietnia 1933 w Oslo, zm. 30 lipca 2014 w Slemmestad) – norweski piłkarz, a także hokeista.

## Kariera piłkarska

### Kariera klubowa
Gundersen karierę rozpoczynał w sezonie 1952/1953 w pierwszoligowym zespole Skeid. Trzykrotnie zdobył z nim Puchar Norwegii (1955, 1956, 1957). W 1957 roku przeszedł do włoskiej Verony. W sezonie 1957/1958 spadł z nią z Serie A do Serie B. Tam w barwach Verony występował przez jeden sezon. W 1959 roku wrócił do Skeid, gdzie w 1962 roku zakończył karierę.

### Kariera reprezentacyjna
W reprezentacji Norwegii Gundersen zadebiutował 11 września 1955 w zremisowanym 1:1 meczu Mistrzostw Nordyckich z Danią. 16 września 1956 w wygrany 3:1 pojedynku Mistrzostw Nordyckich ze Szwecją strzelił dwa gole, które jednocześnie były jego jedynymi w kadrze. W latach 1955–1959 w drużynie narodowej rozegrał 10 spotkań.

## Kariera hokejowa
Jako hokeista Gundersen wziął udział w Zimowych Igrzyskach Olimpijskich, zakończonych przez Norwegię na 9. miejscu. W 1959 roku wraz z zespołem IK Tigrene zdobył mistrzostwo Norwegii.